# بريمافيرا
بريمافيرا (بالإنجليزية: Primavera)‏ برنامج يستخدم لتخطيط المشروعات.
يستخدم البرنامج لإعداد الجداول الزمنية لمشاريع وحساب التكلفة والتحكم بها وكذلك مراقبة النمو في المشروع سواء بالتقدم أو بالتأخير.
كما يقوم بحساب مدة المشروع والموارد المراد استخدامها وتحديد الاستخدام الأمثل لهذه الموارد، بالإضافة إلى القدرة على مراجعة أي مشروع سابق ومقارنته بالوضع الحالي، ومعرفة مدى التأخر سواء على مستوى المدة الزمنية أو على مستوى الموارد.

## لمحة تاريخية
في عام 1983 تم الإصدار الأول للبرنامج والذي كان يعمل تحت بيئة الدوس 
في عام 1994 تم الإصدار P3 والذي يعمل تحت بيئة ويندوز 
في عام 2008 استحوذت شركة أوراكل على شركة بريمافيرا
في عام 2010 أوقفت شركة أوراكل الإصدار P3 واستمر دعم الإصدار P6 بعد تطويره

## وصلات خارجية
- الموقع الرسمي للبرنامج
- Primavera P3 product web page